# Maximilian von Gagern
Maximilian Joseph Ludwig von Gagern (Weilburg, 1810. március 26. – Bécs, 1889. október 17.) német–osztrák politikus, Friedrich Balduin von Gagern testvéröccse.

## Élete
1829-33-ban holland államszolgálatban működött. 1848-ban mint a német birodalmi gyűlés tagja, bátyja törekvéseit támogatta; később belépett a német külügyminisztériumba mint alállamtitkár. 1851-ben áttért a katolikus vallásra és 1854-ben Bécsbe ment, ahol 1855-ben a külügyminisztérium kereskedelmi politikai osztályának vezetőjévé nevezték ki. E téren 1874-ig működött poroszellenes és klerikális szellemben. 1881-ben tagja lett az urak házának.